# Хмелита (усадьба)
 Хмелита — бывшая усадьба дворян Грибоедовых в селе Хмелита, ныне государственный историко-культурный и природный музей-заповедник.
Расположена в Вяземском районе Смоленской области, в 37 км к северо-западу от Вязьмы, в 260 км от Москвы, по обеим сторонам автодороги Вязьма — Холм-Жирковский.

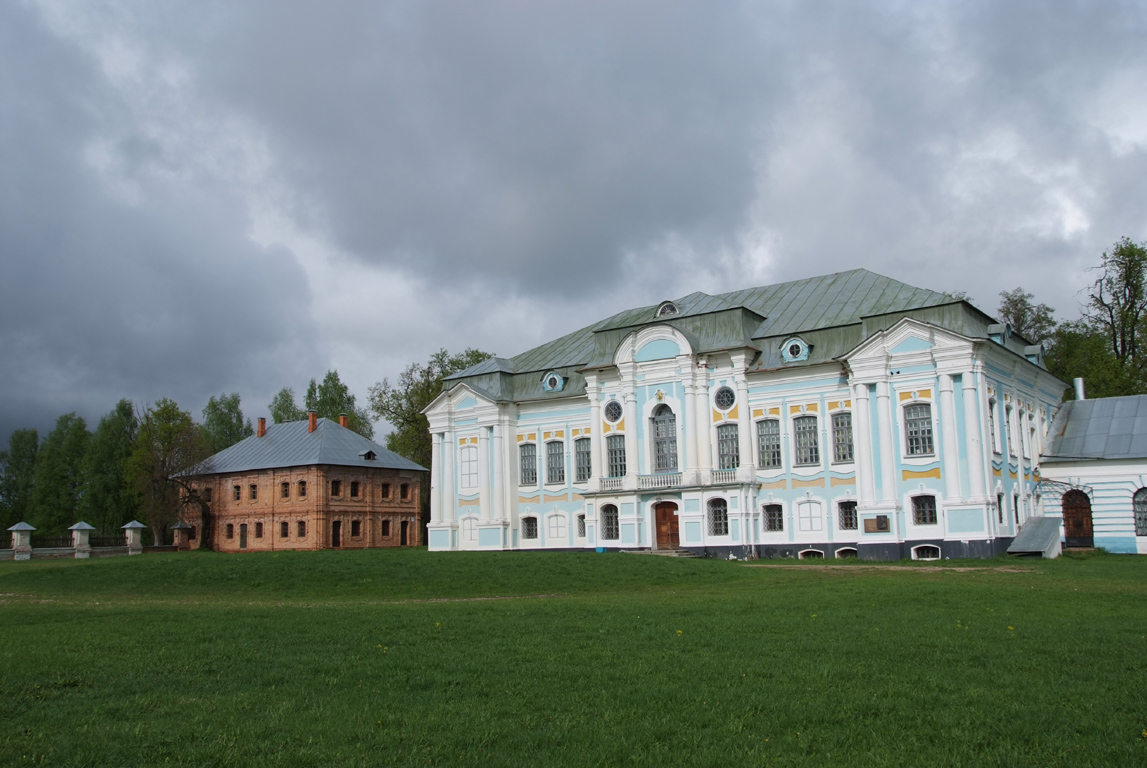
Лужайка перед барским домом

Общая площадь охраняемой территории 24 633 га. В состав музея-заповедника, помимо остатков паркового ансамбля, входит господский дом XVIII века, выстроенный в редком для провинциальной усадебной архитектуры стиле елизаветинского барокко. Автор проекта этого памятника архитектуры федерального значения с характерной для той эпохи наружной лестницей не установлен. По сторонам главного дома расположены флигели. Казанская церковь выстроена в 1759 году в традициях более ранней эпохи.

## История усадьбы
В Хмелите у своего родственника А. Ф. Грибоедова не раз бывал драматург А. С. Грибоедов. В январе 1817 года здесь была сыграна свадьба дочери владельца усадьбы, Елизаветы, с будущим генерал-фельдмаршалом Иваном Паскевичем. Первенец этой четы покоится в местной церкви.
Во второй половине XIX века усадьба пришла в упадок и лишилась своей меблировки. В 1894 г. Хмелиту приобрёл граф П. А. Гейден, который не только отреставрировал старинный дворец, но и перевёз сюда собрание из 130 первоклассных картин своего тестя князя Дондукова-Корсакова, среди которых — живописные полотна Гвидо Рени, Рафаэля Менгса, Коро. После Октябрьской социалистической революции собрание было национализировано и вывезено в столицы.
В советское время дворцово-парковый ансамбль подвергся планомерному уничтожению: «разобрали два флигеля, до неузнаваемости изуродовали Казанскую церковь, уничтожив трапезную и колокольню, снесли до основания два других храма, уничтожили часть построек хозяйственного назначения». После пожара 1954 года усадебный дом «стоял без крыши под снегами, дождями, разрушаясь на глазах»; его разбирали на кирпич местные крестьяне.

## Музей-заповедник
В 1967 г. в ситуацию вмешался знаменитый реставратор П. Д. Барановский. Его ученики В. Е. Кулаков и М. М. Ермолаев провели комплексную реставрацию памятника в (предполагаемых) изначальных формах середины XVIII века.
Государственный историко-культурный и природный музей-заповедник А. С. Грибоедова «Хмелита» образован на основе существовавшего с 1988 года музея-усадьбы А. С. Грибоедова Постановлением Совета Министров РСФСР № 356 от 10 сентября 1990 года «в целях сохранения памятников истории и культуры, уникального природного ландшафта и памятных мест, связанных с именем великого русского писателя А. С. Грибоедова». Директором музея-заповедника «Хмелита» в течение тридцати лет (до июня 2018) являлся его создатель В. Е. Кулаков.
В музее-усадьбе традиционно в конце мая проводится Грибоедовский праздник, на который приезжают поклонники писателя, художники, артисты — участники театральных постановок в «декорациях» усадьбы.
В состав музея-заповедника также входят усадьба Городок как место рождения адмирала Нахимова и Спас-Волжинский погост, где некогда стоял храм, в котором был крещён будущий флотоводец, сам же музей П. С. Нахимова находится в с. Хмелита.
В 2019 году был снят короткометражный документальный фильм «Вторая жизнь Хмелиты», фильм посвящен 25-летию открытия экспозиции Усадьбы Грибоедовых, режиссёр Ольга Чекалина.